# Aéroport de Phoenix-Deer Valley
Pour les articles homonymes, voir Aéroport de Phoenix.
L'aéroport de Phoenix Deer Valley (code IATA : DVT • code OACI : KDVT) est un aéroport des États-Unis, situé à 27 km au nord  de la ville de Phoenix, en Arizona.
Il est utilisé par l'aviation générale et de temps à autre pour des vols charter mais aucune ligne régulière ne le dessert.
En 2009, l’aéroport a enregistré 402 335 mouvements, ce qui en fit le 22e aéroport le plus fréquenté au monde sans ligne régulière.
En anglais, Deer Valley signifie vallée des cerfs.